# A.G. Alfieri
A.G. Alfieri (А.Дж. Альфієрі) — з 1925 року італійський виробник автомобілів. Штаб-квартира розташована в місті Мілан. У 1927 році компанія припинила виробництво автомобілів.

## Історія
Джузеппе Альфієрі заснував компанію 1925 року в Мілані. Незважаючи на те, що компанія проіснувала всього два роки, вона увійшла в історію автомобілебудування як одна з перших, які застосували на своїх автомобілях незалежну підвіску.
Альфієрі розробив і побудував дві моделі автомобілів. 1925 року компанія випустила модель A.G. Alfieri Tipo 1 Sport з 4-циліндровим французьким двигуном Chapuis-Dornier, що мав об'єм 1094 см3 і потужність 14 к.с.. 1927 року випустили другу модель, передньопривідну з незалежною підвіскою A.G. Alfieri Tipo 2 Super Sport з італійським двигуном S.C.A.P., об'ємом 1074 см3 і потужністю 20 к.с., оснащеним компресором Cozette.
Компанія припинила діяльність у 1927 році.

## Список автомобілів A.G. Alfieri
- 1925 - A.G. Alfieri Tipo 1 Sport
- 1927 - A.G. Alfieri Tipo 2 Super Sport